# Paolo Mangelli Orsi
Paolo Mangelli Orsi (ur. 30 października 1762 w Forlì, zm. 3 albo 4 marca 1846 w Rzymie) – włoski kardynał.

## Życiorys
Urodził się 30 października 1762 roku w Forlì, jako syn Francesca Mangelli Orsiego i Antonii Severoli. Jesienią 1804 roku poślubił hrabinę Elisabettę Valmaranę, z którą miał ośmioro dzieci. W 1817 roku owdowiał, a trzy lata później udał się do Rzymu i został prałatem Jego Świątobliwości i referendarzem Trybunału Obojga Sygnatur. 15 marca 1840 roku przyjął święcenia diakonatu, a dwa tygodnie później – prezbiteratu. 27 stycznia 1843 roku został kreowany kardynałem diakonem i otrzymał diakonię Santa Maria della Scala. Zmarł 3 albo 4 marca 1846 roku w Rzymie.